# Dactyloceras tridentata
Dactyloceras tridentata is een vlinder uit de familie herfstspinners (Brahmaeidae). De wetenschappelijke naam is voor het eerst geldig gepubliceerd in 1911 door Conte.
De soort komt voor in het Afrotropisch gebied.